# Zamek Szaryski
Zamek Szaryski (słow. Šarišský hrad, węg. Sáros Vár) – ruiny dużego (4,5 ha) zamku, zaliczanego do największych na Słowacji. Wejście w obręb murów prowadziło przez barbakan z podwójną bramą, do której dostępu bronił most zwodzony przerzucony nad wciąż widoczną fosą.

## Położenie
Ruiny rozciągają się na wierzchołku wyraźnego wzniesienia (Šarišský vrch) 570 m n.p.m., wznoszącego się nad miasteczkiem Veľký Šariš, 8 km na północny zachód od miasta Preszów we wschodniej Słowacji. W średniowieczu zamek miał strategiczne położenie, gdyż można było z niego kontrolować szlaki wiodące z południa Węgier do Polski i z zachodu przez Spisz i Szarysz na Ruś.

## Historia

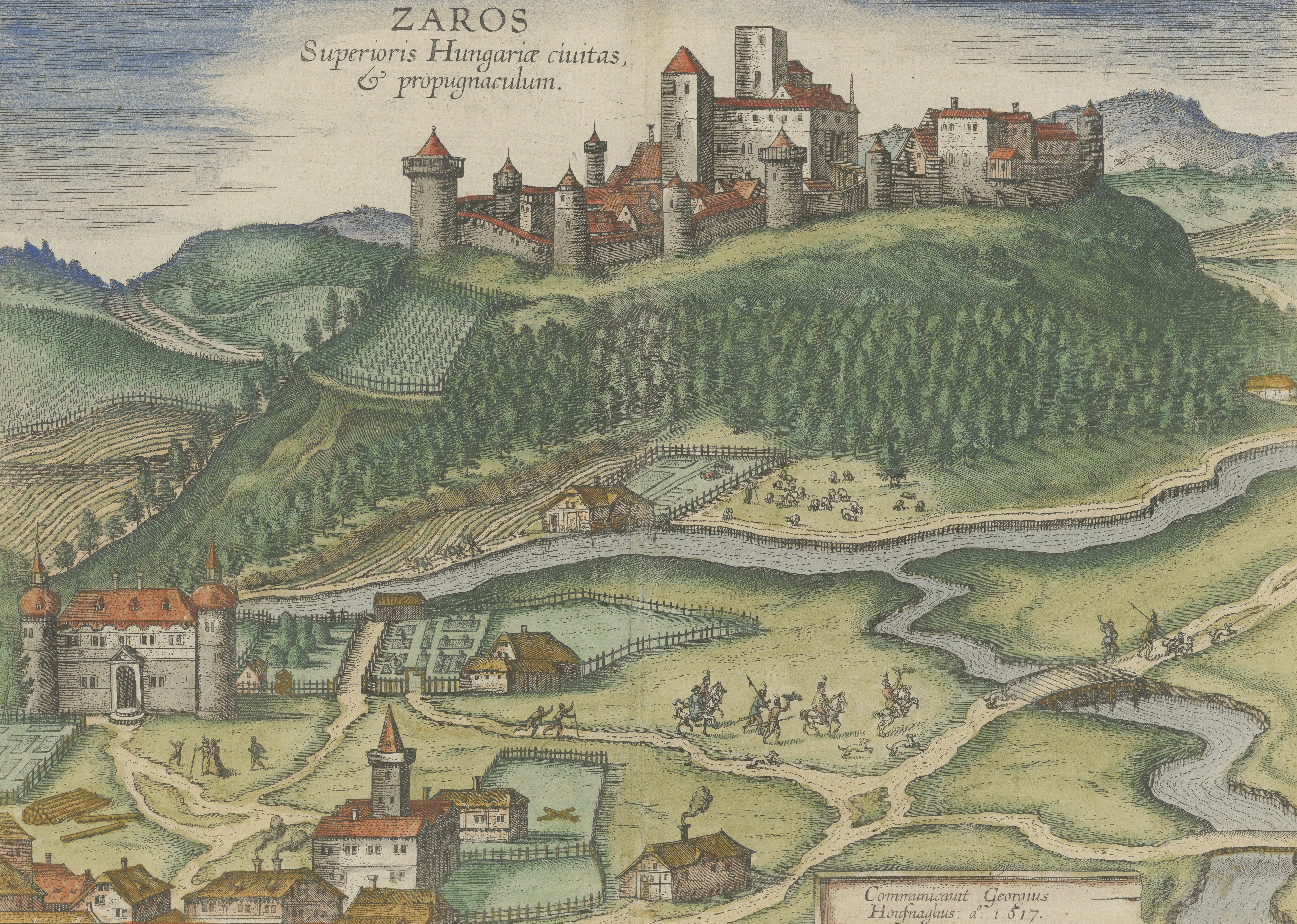
Zaros Superioris Hungariae Civitas według Georga Hoefnagela w 1617

Wokół wzgórza znaleziono liczne ślady osadnictwa wczesnosłowiańskiego, co poświadczają również nazwy okolicznych wzgórz Stráž, Lysá Stráž czy Hradová hora i odnajdywane tam pozostałości ziemnych umocnień. Prawdopodobnie pierwotnie szczyt wzgórza stanowiły właśnie umocnienia ziemno-kamienne, które okazały się niewystarczające podczas najazdów tatarskich na Węgry w połowie XIII w. Po tych wydarzeniach przystąpiono do budowy murowanego zamku.
W dokumencie wydanym przez króla Belę IV w 1262 roku po raz pierwszy wspomina się zamek jako castrum Sarus, należał on wtedy do domeny królewskiej. Od ostatniego z Arpadów Andrzeja III zamek otrzymał palatyn Amadej Aba i prawdopodobnie stał się on jego główną siedzibą.
Podczas konfliktu synów Aby: Jana, Mikołaja, Dawida i Władysława z królem Karolem Robertem (będącego pokłosiem wcześniejszego buntu samego Amadeja i układania się przez niego z Mateuszem Czakiem) zamek był oblegany przez wojska królewskie. Pomimo kilkutygodniowego oblężenia załoga broniąca zamku nie poddała się, a działania wojenne zakończyła dopiero bitwa pod Rozhanovcami koło Koszyc 15 czerwca 1312 roku, w wyniku której wojska królewskie rozbiły buntowników. Po przegranej bitwie załoga zamku poddała się bez walki. Zamek powrócił w ręce królewskich kasztelanów i żupanów szaryskich, a w roku 1436 otrzymał go możny ród węgierski Perényich.
Gdy po śmierci Zygmunta Luksemburskiego na Węgrzech wybuchły walki o sukcesję, Elżbietę Luksemburską wspierał w walce z Władysławem Warneńczykiem czeski kondotier Jan Jiskra, który w marcu 1441 roku opanował zamek i usadził w nim swojego dowódcę Matěja z Kněžic. Matěj z Kněžic pozostawał lojalny do czasu osłabienia pozycji Jiskry i wkrótce przystał do bratrzyków (bratříci – słowaccy husyci, zorganizowani na wzór braci czeskich). W 1461 roku wojsko pod dowództwem Stefana Zápolyi po oblężeniu zdobyło zamek, a król Maciej Korwin odzyskaną warownię zwrócił w ręce Perényich.
W roku 1526 podczas bitwy pod Mohaczem zginął król Ludwik II Jagiellończyk, a rodzina Perényi poparła Jana Zapolyę w jego dążeniach do tronu węgierskiego. W wyniku tego konfliktu w 1537 roku zamek będący we władaniu Piotra Perényiego został zdobyty przez wojska Ferdynanda Habsburga, który nowym jego właścicielem ustanowił swojego doradcę i dyplomatę Jerzego Wernhera. W tym też czasie zamek uzyskał najpełniejszą formę jako wieloczłonowa forteca z licznymi basztami, bastejami i bastionem w miejscu XIV-wiecznej bramy, chociaż rozbudowę rozpoczął jeszcze Piotr Perényi. Nowy pierścień murów postawiono wtedy na wałach dawnego słowiańskiego grodziska.
W roku 1642 (lub 1620) zamek przejęła rodzina Rakoczych, ale w 1660 roku zamek został mocno uszkodzony po wybuchu prochowni. W 1687 roku warownię ostatecznie opuszczono, wcześniej częściowo wysadzając i podpalając.
Zarówno na zamku, jak i w nieopodal leżącym Wielkim Szaryszu piwo warzono już w średniowieczu. W szaryskich zapiskach cechowych z 1506 roku można znaleźć specjalny przywilej dla piwowarów. Miejscowe piwo warzono z użyciem chmielu rosnącego pod samym zamkiem. Do tradycji tych współcześnie nawiązuje Browar Szarysz (słow. Pivovar Šariš), będący częścią firmy Pivovary Topvar a.s. (obecnie własność SABMiller) znany m.in. z piwa Smädný mních, odnoszącego się do trunku warzonego na Zamku Szaryskim przez mnichów.

## Galeria

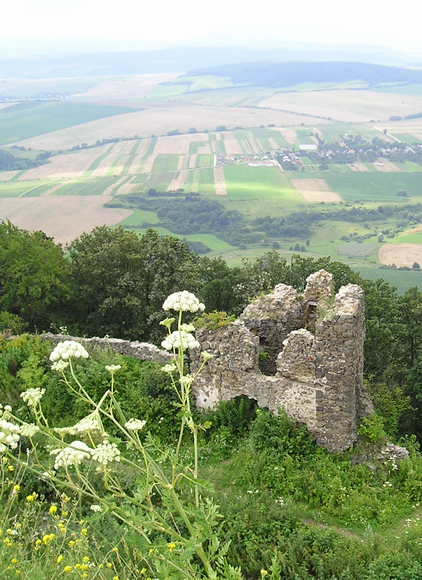
Fragment ruin z widokiem na miejscowość Medzany
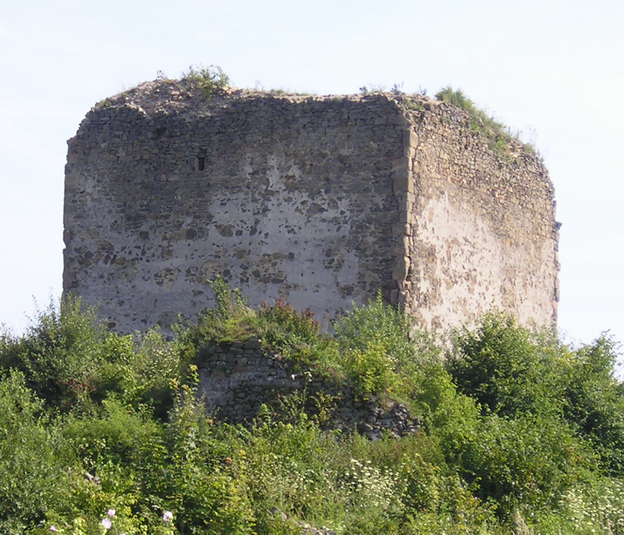
Resztki donżonu
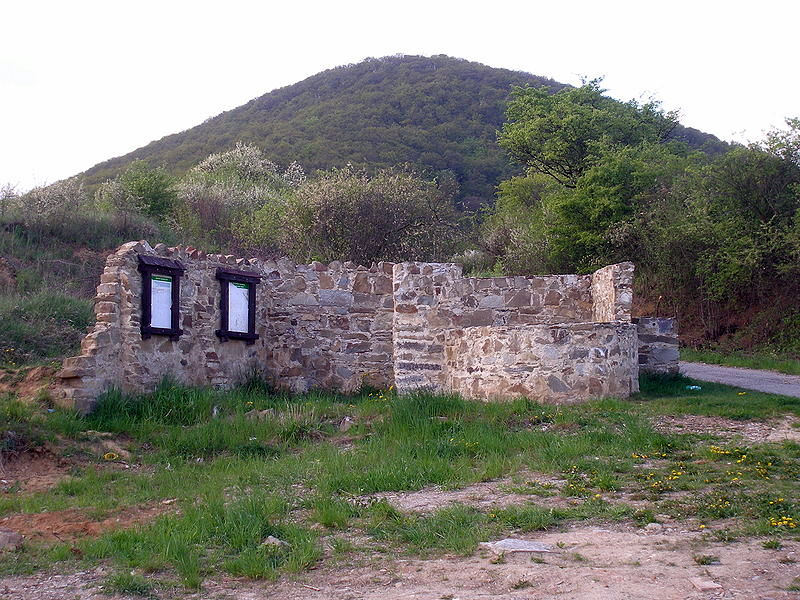
Tablice informacyjne przy drodze prowadzącej do ruin
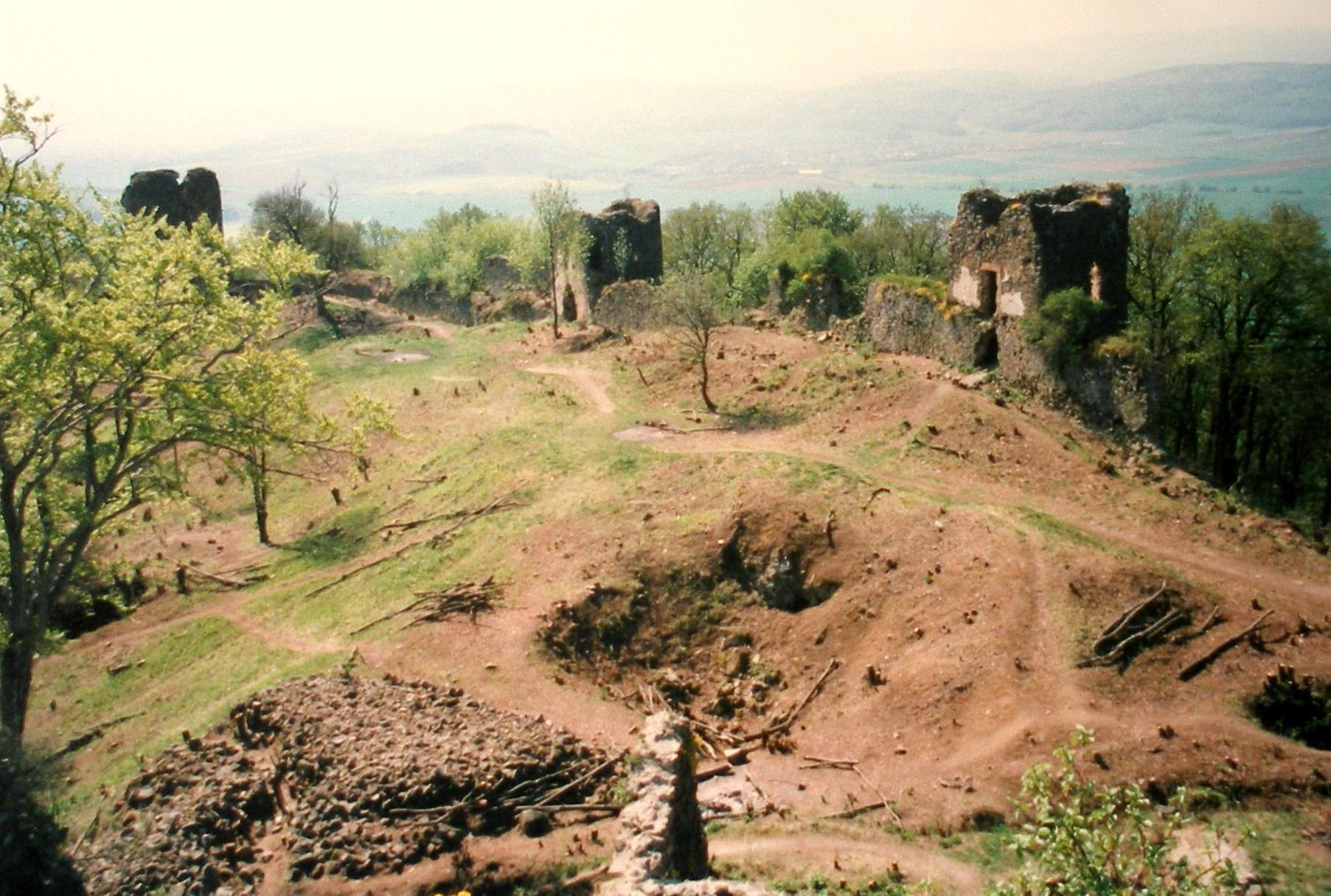
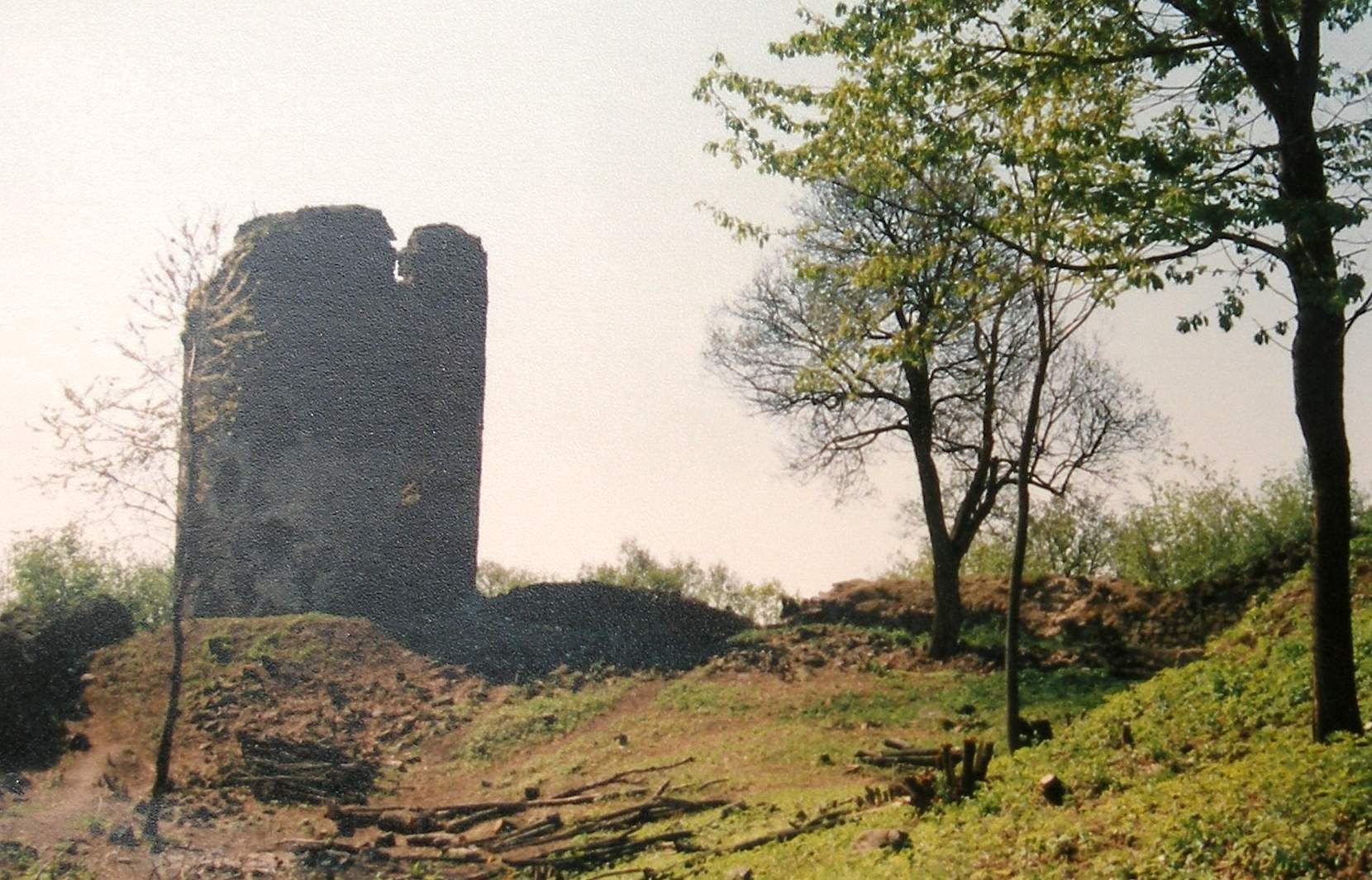
Pozostałość baszty
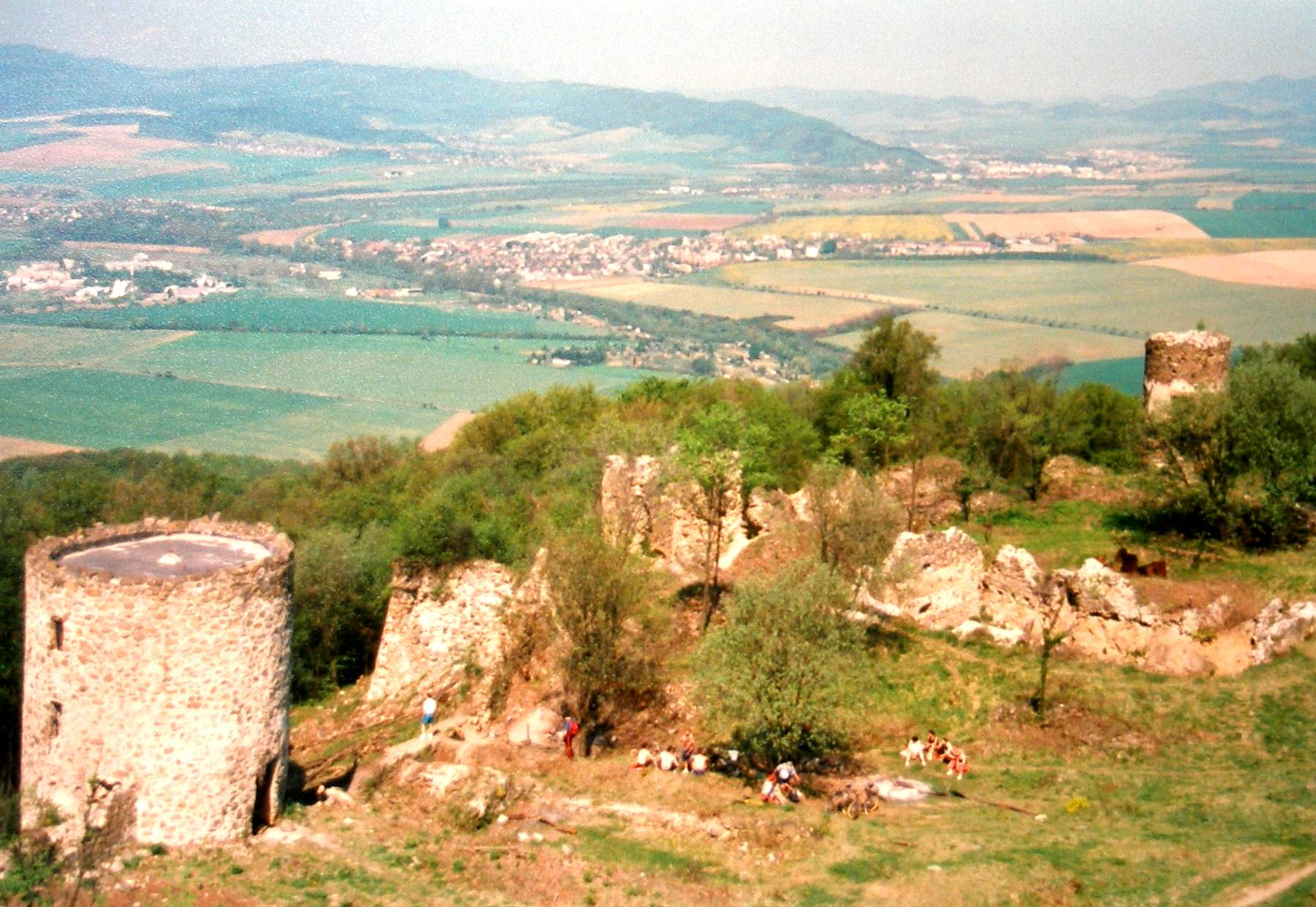
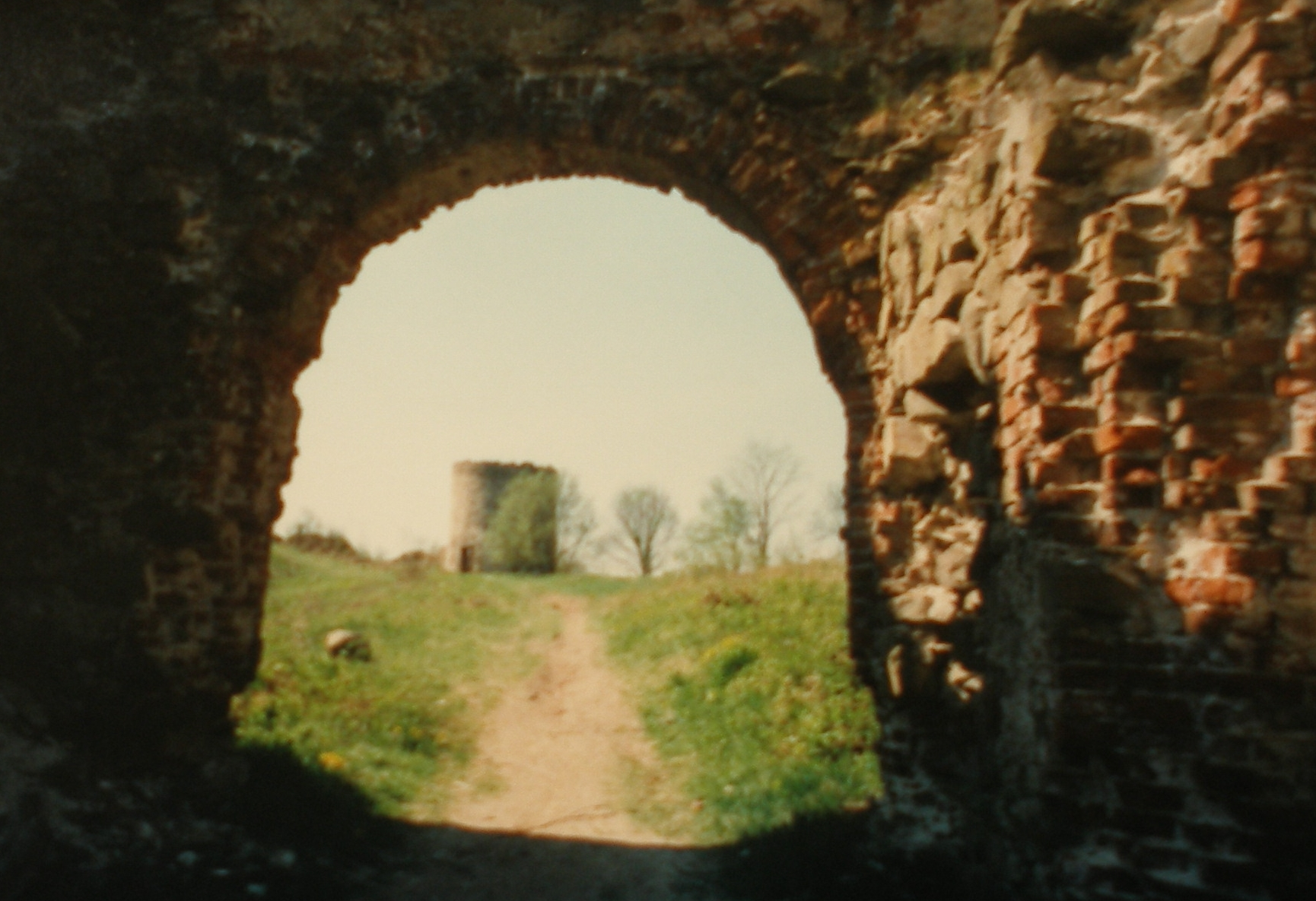
Jedna z bram